# Kuehneromyces
Kuehneromyces is een geslacht van schimmels behorend tot de familie Strophariaceae. De typesoort is Kuehneromyces mutabilis.

## Soorten
Volgens Index Fungorum telt het geslacht in totaal 12 soorten (peildatum april 2023):
| Soortnaam                                  | Auteur(s)                               | Publicatiejaar |
| ------------------------------------------ | --------------------------------------- | -------------- |
| Kuehneromyces brunneoalbescens             | (Y.S. Chang & A.K. Mills) J.A. Cooper   | 2014           |
| Kuehneromyces castaneiceps                 | Singer                                  | 1969           |
| Kuehneromyces castaneus                    | Hongo                                   | 1971           |
| Kuehneromyces cystidiosus                  | Singer                                  | 1953           |
| Kuehneromyces macrosporus                  | Singer                                  | 1953           |
| Kuehneromyces marginellus                  | (Peck) Redhead                          | 1984           |
| Kuehneromyces mutabilis' (Stobbezwammetje) | (Schaeff.) Singer & A.H. Sm.            | 1946           |
| Kuehneromyces nothofagi                    | Garrido                                 | 1988           |
| Kuehneromyces nudus                        | Singer                                  | 1950           |
| Kuehneromyces obscurus                     | (A.H. Sm. & Hesler) E.J. Tian & Matheny | 2020           |
| Kuehneromyces papuensis                    | (Cooke & Massee) Pegler                 | 1965           |
| Kuehneromyces pseudoblattarius             | E. Horak                                | 1967           |
| Kuehneromyces terrestris                   | Natarajan & Raman                       | 1983           |
| Kuehneromyces vinicolor                    | (Pat.) Pegler                           | 1983           |